# Округ Сан Матео
Округ Сан Матео (енгл. San Mateo County) округ је у савезној држави Калифорнија, САД. Формиран је 1856. од делова територије округа Сан Франциско и Санта Круз. Назив округа потиче од шпанског имена за Светог Матеја Јеванђелисту. Седиште округа је Редвуд Сити, док је највећи град Дејли Сити. Површина округа је 1.919,2 km², од чега је 1.163,1 km² (60,6%) копно, а 756,1 km² (39,4%) вода. По копненој површини је трећи најмањи округ у Калифорнији.
Према попису из 2010, округ је имао 718.451 становника.
У округу живи око 13.000 становника тонганског порекла, што је једна од највећих тонганских заједница изван Тонге.

## Највећи градови
| Град               | Бр. становника (2010) |  |
| ------------------ | --------------------- |  |
| Дејли Сити         | 101.123               |  |
| Сан Матео          | 97.207                |  |
| Редвуд Сити        | 76.815                |  |
| Саут Сан Франциско | 63.632                |  |
| Сан Бруно          | 41.114                |  |